# Isla Montículo
La isla Montículo (en inglés: Hummock Island) es la más grande de un grupo de islas situada en el centro de la Bahía 9 de Julio en las islas Malvinas. Tiene una superficie de 3,03 kilómetros cuadrados y tiene aproximadamente 6,4 kilómetros de largo en dirección norte-oeste a dirección sureste. Se ubica en la costa occidental de la isla Gran Malvina, en una bahía que lleva a la desembocadura del río Chartres. El punto más alto de la isla se encuentra en el noreste y se encuentra a 190 m s. n. m. Hay acantilados que a menudo alcanzan más de 60 metros de alto.
La isla está situada entre la isla Conejo y isla del Medio. Otras islas en el grupo de la isla Montículo incluyen los islotes León, la isla del Medio y la isla Gid (estas dos últimas son reservas naturales). En el medio del siglo XX la isla fue utilizada como una extensión de una granja de ovejas, provocandi un pastoreo intenso que cas terminó con la poca vegetación que tenía. Esto ha dejado al descubierto áreas de 'suelo negro'. Sin embargo, el actual propietario ha indicado que no va a reponer vegetación la isla, pero permitirá que la que hay se recupere.

## Área importante para las aves
La isla ha sido identificada por BirdLife International como un Área Importante para las Aves. Las aves por las cuales el sitio es de importancia para la conservación incluyen los pingüinos de penacho amarillo (1.700 parejas reproductoras), cormoranes imperiales, caracaras estirados (8-10 pares), y cochines malvineros.